# Желехув (гміна)
Гміна Желехув (пол. Gmina Żelechów) — місько-сільська гміна у центральній Польщі. Належить до Ґарволінського повіту Мазовецького воєводства.
Станом на 31 грудня 2011 у гміні проживало 8483 особи.

## Площа
Згідно з даними за 2007 рік площа гміни становила 87.64 км², у тому числі:
- орні землі: 78.00%
- ліси: 15.00%

Таким чином, площа гміни становить 6.82% площі повіту.

## Населення
Станом на 31 грудня 2011:
| Опис     | Загалом | Загалом | Чоловіки | Чоловіки | Жінки | Жінки |
| -------- | ------- | ------- | -------- | -------- | ----- | ----- |
| одиниця  | осіб    | %       | осіб     | %        | осіб  | %     |
| все      | 8483    | 100     | 4276     | 50.41    | 4207  | 49.59 |
| міське   | 4150    | 100     | 2043     | 49.23    | 2107  | 50.77 |
| сільське | 4333    | 100     | 2233     | 51.53    | 2100  | 48.47 |

## Сусідні гміни
Гміна Желехув межує з такими гмінами: Воля-Мисловська, Ґужно, Клочев, Мясткув-Косьцельни, Соболев, Троянув.